# Daniil al II-lea, Mitropolit al Ungrovlahiei
Daniil al II-lea a fost unul din mitropoliții Ungrovlahiei, aflat în funcție între 1719 și 1731.
A fost precedat de Mitrofan al II-lea și urmat de Ștefan al II-lea.

## Alte articole
- Listă de mitropoliți ai Ungrovlahiei
- Daniil
- Daniil, Mitropolit al Ungrovlahiei